# Norman Malcolm
Norman Malcolm, född 11 juni 1911 i Selden i Kansas, död 4 augusti 1990 i London, var en amerikansk filosof. Han influerades av George Edward Moore och Wittgensteins senare verk. Han var även en tid elev hos Wittgenstein.
Malcolm betonade vikten av att kunna tillhandahålla kriterier, och bland hans ämnesområden kan nämnas nödvändig sanning, visshet samt drömmar och minne utifrån ett ordinary-language-perspektiv, en vardagsspråksfilosofisk idé.